# Laabach (Gemeinde Kaumberg)
Laabach ist eine Ortschaft und eine Katastralgemeinde der Gemeinde Kaumberg in Niederösterreich. Am 1. Jänner 2024 lebten in Laabach 166 Personen.

## Geografie
Die Streusiedlung südwestlich von Kaumberg befindet sich im Laabachtal und besteht aus dem direkt an Kaumberg angebauten Dorf Bergsiedlung und zahlreichen Einzellagen, die sich in Richtung der Ruine Araburg dahinziehen. Auch die Araburg selbst liegt in der Katastralgemeinde Laabach, die sich noch bis zum Veiglkogel 808 m ü. A. erstreckt.

## Geschichte
Laut Adressbuch von Österreich waren im Jahr 1938 in Laabach ein Sägewerk, eine Schneiderin und mehrere Landwirte ansässig.